# Valdeperillo
Valdeperillo es una localidad de la comunidad autónoma de La Rioja, perteneciente al municipio de Cornago del cual dista 2,5 km. Según el INE Valdeperillo tenía 13 habitantes en 2023.

## Situación
La Aldea de Valdeperillo se encuentra situada, en la Comarca del Alhama- Linares, (al suroeste de La Rioja) a unos 694 metros de altura.
Para acceder a la localidad riojabajeña, incorporada dentro la Mancomunidad de Cervera del Río Alhama, en el valle del río Linares, es aconsejable utilizar la carretera comarcal LR-123 para posteriormente tomar la desviación hacia la carretera comarcal LR-283 que nos llevará hasta la población de Cornago y de ahí a 1,9 se encuentra Valdeperillo.
El término municipal de Cornago, al que pertenece Valdeperillo, tiene una amplia extensión de 79 kilómetros cuadrados que limita con la provincia de Soria.
Valdeperillo se encuentra en el margen derecho del río Linares, en su margen izquierdo se halla el barranco de La Solana.
Valdeperillo limita al norte con Muro de Aguas y Villarroya, al suroeste con la provincia de Soria (Sierra de Achena, Armejún, Villarijo) y al este con Cornago.

## Demografía
Valdeperillo contaba a 1 de enero de 2010 con una población de 25 habitantes, 13 hombres y 12 mujeres.
| Gráfica de evolución demográfica de Valdeperillo entre {{{1}}} y 2022                            |
|                                                                                                  |
| Población de derecho (2003-2022) según los censos de población del INE a 1 de enero de cada año. |

## Cultura

### Deportes
Por un corto periodo de tiempo existió el Club Deportivo Valdeperillos, este milito en Regional Preferente 1.ª Fase de la Rioja. Este desapareció debido a que no había suficiente presupuesto para mantener el equipo, el Club fue fundado por Andoni Arellano y Mariano Muro,Empresarios Alfareños. Actualmente no existe ninguna especie de Club ni de los fundadores.

## Patrimonio

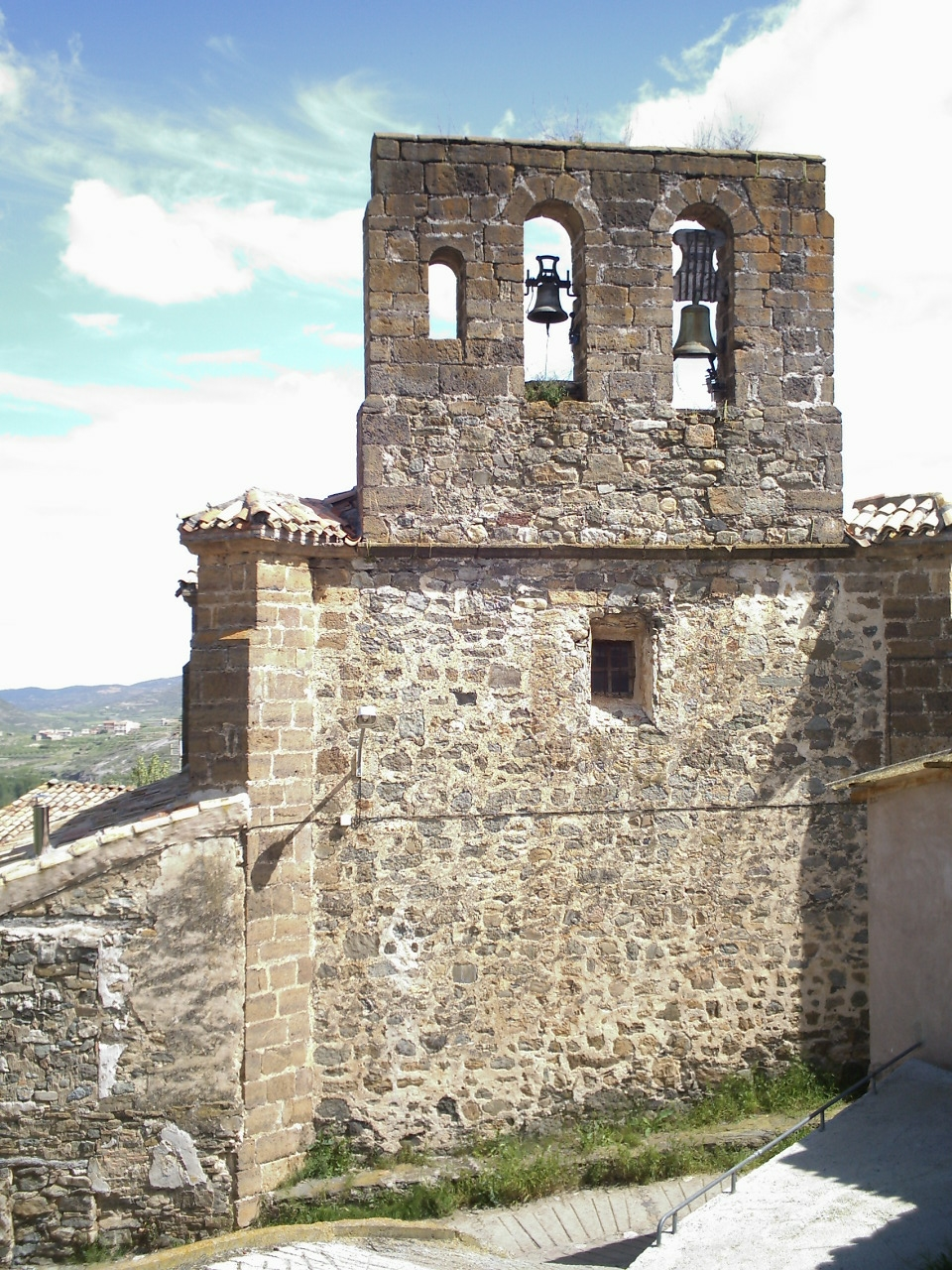
Iglesia de San Antón.

- Iglesia de San Antón. Del siglo XVI.